# سازه‌های فضاکار

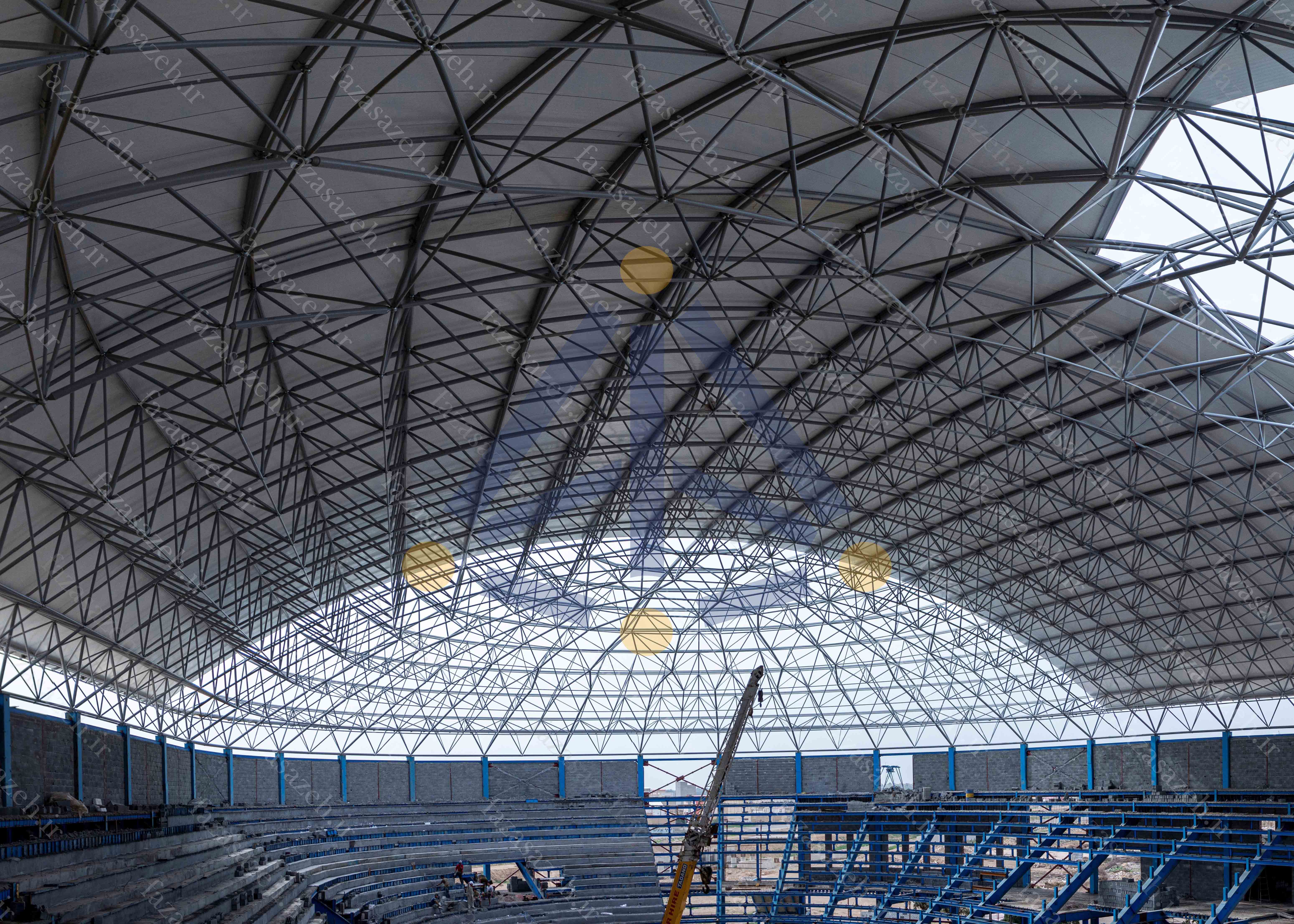
سازه فضایی چیلیک یا قوسی

سازه فضاکار یا سازه فضایی (به انگلیسی: Space frame) به سازه‌‌ای گفته می‌شود که شبکه‌‌ای یکپارچه با ساختاری سه بعدی داشته و از تکرار و کنار هم قرار گرفتن یک سری اشکال هندسی منظم تشکیل می‌شود. سازه‌های فضایی با عملکرد سه بعدی خود و پخش نیرو در جهات مختلف از استحکام توأم با سبکی برخوردار بوده و به همین دلیل سازه‌هایی کاملا اقتصادی می‌باشند. این سازه‌ ها همچنین به دلیل پیش‌ ساختگی، دارای سرعت تولید و نصب قابل توجهی هستند. سازه‌ های فضایی برای انواع کاربری‌ های صنعتی، تجاری و فرهنگی از جمله سالن های تولید و انبار، سالن‌های نمایشگاهی ، سالن های فروشگاهی ، سالن های ورزشی ، پارک‌ های آبی، پایانه‌ های مسافری فرودگاهی و ریلی، پایانه‌های حمل و نقل شهری، سالن های آمفی‌ تئاتر و رستوران ، آشیانه ی هواپیما و بسیاری از کاربردهای دیگر مناسب می‌ باشند.
یک قاب فضایی یا سازهٔ فضایی، عبارت است از سازه‌ای که از اجزای خرپامانند سبک و محکم تشکیل شده از پایه‌هایی که در یک الگوی هندسی در کنار هم قرار گرفته‌اند. قاب‌های فضایی برای پوشش دادن دهانه‌هایی که تکیه‌گاه کم‌تعدادی دارند به کار می‌روند. چون در قاب‌های فضایی، همچون خرپاها از مثلث استفاده می‌شود، لنگرهای خمشی، به صورت بارهای کششی و فشاری به اعضای محوری خرپا منتقل می‌گردند که این خود باعث مستحکم بودن قاب‌های فضایی می‌شود.

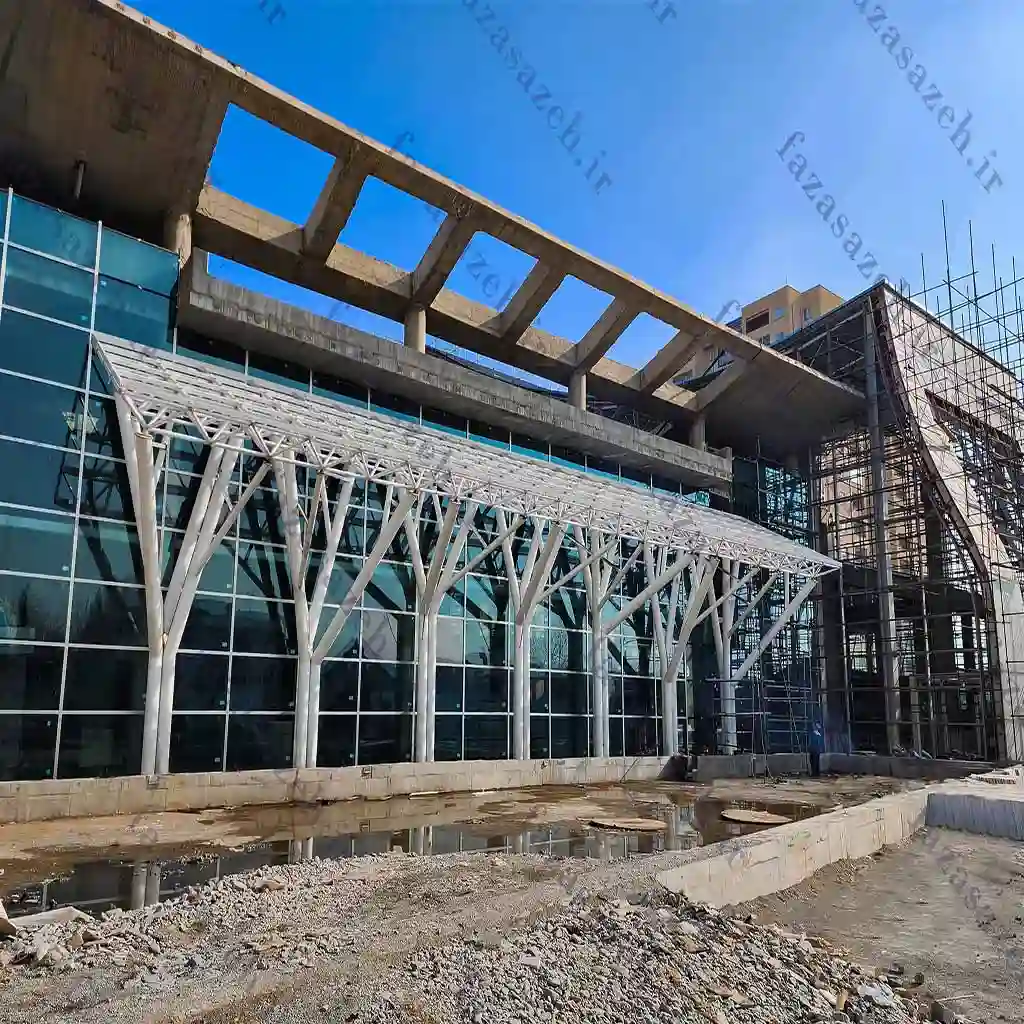
ترکیب سازه فضاکار و شیشه

اصطلاح سازه فضایی گاهی اوقات به جای سازه فضاکار بکار می‌رود که این دو اصطلاح از لحاظ کلمه‌ای مترادفند؛ ولی از لحاظ معنا و مفهوم با هم تفاوت دارند. سازه فضایی به سازه‌ای گفته می‌شود که در فضای خارج از جو ساخته یا مورد استفاده قرار گیرد که ممکن است خود یک فضاکار باشد.

## بررسی کلی

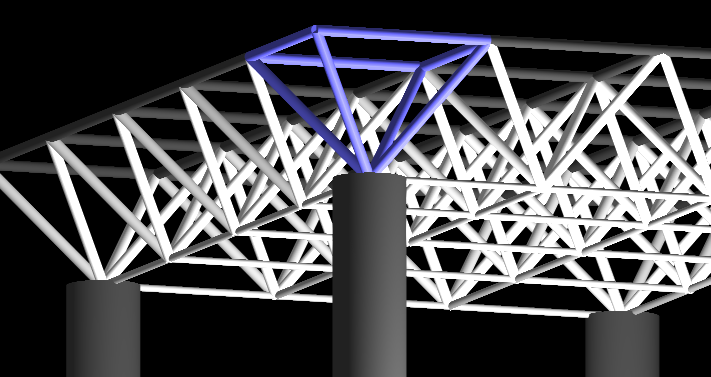
یک قاب فضایی ساده

ساده‌ترین نوع قاب‌های فضایی به این گونه‌است که هرم‌هایی با سقف تخت و با استفاده از میله‌های آلومینیومی یا فولادی میله‌ای شکل ساخته شوند. در بیشتر مواقع، این نوع از قاب‌ها شبیه به بازوی متحرک افقی یک جرثقیل برجی است که در کنار هم قرار گرفته‌اند. نوع دیگر قاب‌های فضایی که دارای استحکام بیشتری نیز هست، به صورت هرم‌های چهاروجهی به‌هم‌پیوسته اجرا می‌شوند. در این حالت، همهٔ اعضای محوری قاب، دارای طول یکسانی هستند. از نظر فنی، این نوع از قاب فضایی، مانند یک شبکهٔ برداری یا یک خرپای هشت‌گانه‌است. در انواع دیگر قاب‌ها نیز، با تغییر دادن طول اعضای محوری، شکل کلی سازه به صورت انحناء یا اشکال هندسی دیگر تغییر می‌یابد.

## تاریخچه
به عنوان قدیمی‌ترین ساخت‌ها برای سازه‌های فضاکار می‌توان از داربست‌هایی که جهت نگهداری چادرهای انسان‌های اولیه به کار می‌رفت نام برد.
از جمله قدیمی‌ترین چادرهای انسان‌های اولیه که در مناطقی از چین باستان که در چند سال پیش کشف شده بود می‌توان اشاره کرد.
کاربرد سازه‌های شبکه‌ای و سه بعدی در روم باستان و ایران کهن و نیز ایران دوره صفویه در ساخت سالن‌های تجمع، آمفی تئاترها، قصرها، مساجد اسلامی، اماکن متبرکه و غیره جلوه گر است.
اولین شبکه چند لایه توسط الکساندر گراهام بل در سال ۱۹۰۶ برای کایت پرواز ساخته شد. در این شبکه طول اعضاء یکسان، اتصالات ساده بود.
او اولین مهندسی است که حدود ۹۰ سال پیش نشان داد که می‌توان با قرار دادن صحیح اعضاء سازه‌ای در کنار هم سازه‌هایی محکم و سبک ساخت.
می‌توان گفت کاربرد عملی و توسعه یا فته سازه‌های فضاکار و طراحی اصولی این گونه سازه‌ها از سال ۱۹۵۰ شروع شده‌است.
مهندسین سازه به دلیل رفتار خوب این نوع سازه‌ها در برابر بارهای مختلف و مهندسین معمار به علت زیبایی و یکنواختی خاصی که در هندسه آن‌ها موجود است مجذوب این گروه از سازه‌ها شده و تحقیق و بررسی عمیقی در رفتار واقعی این سازه‌ها و کاربرد ساختار بهینه در تحلیل و طرح این سیستم‌ها آغاز گردید.

## مزایا
سازه‌های فضاکار مزیت‌هایی دارند که در ذیل به آن‌ها اشاره می‌کنیم:
- زیبایی:

طراحی اجزاء سازه‌ای در این سیستم به گونه‌ای است که سیستم اجرا شده از چنان زیبایی برخوردار است که در اکثر پروژ ه‌های اجرا شده، سازه به صورت نمایان باقی می‌ماند، حتی در بسیاری از موارد جهت نماسازی‌ها از این سیستم استفاده می‌گردد.
- امکان همزمانی اجرای سازه فضایی با عملیات ساختمانی دیگر از آنجایی که روش‌های مختلفی برای بافت در این سیستم وجود دارد، امکان همزمانی اجرای این سیستم با دیگر فعالیت‌های ساختمانی به‌طور هم‌زمان و بدون مزاحمت وجود خواهد داشت.
- عبور تأسیسات از داخل سازه اجرا شده:

فضای موجود بین لایه‌های سازه فضایی اجرا شده محل مناسبی را جهت عبور تأسیسات برقی و مکانیکی که می‌بایستی در سطح سالن پراکنده شود فراهم می‌سازد با این مزیت که این تأسیسات از حداقل دید برخوردار است و هم چنین اتصال این قطعات و قطعات الحاقی دیگر نظیر تابلوها، نور افکن‌ها و … به راحتی و در تمامی سطح ایجاد شده وجود خواهد داشت.
- عدم استفاده از عملیات جوشکاری در هنگام نصب

بواسطه پیش ساخته‌سازی اجزای سازه در کارخانه و پیچ و مهره‌ای بودن کلیه اتصالات هیچگونه عملیات جوشکاری در هنگام مونتاژ و نصب سازه بر روی قطعات انجام نمی‌پذیرد.
- سبک بودن

علیرغم آنچه که از شکل ظاهری این سستم به نظر می‌آید سازه اجرا شده بسیار سبک است به‌طوری‌که در مقایسه با دیگر سازه‌های ساختمانی در شرایط مساوی ترجیح داده می‌شود و از این سیستم در اضافه اشکوب‌ها و در زمین‌های با مقاومت خاک پایین استفاده فراوانی صورت می‌گیرد.
- سرعت

استفاده از نرم‌افزارهای مختلف کامپیوتری و هم چنین نرم‌افزارهای خاص این سیستم که توسط متخصصین این شرکت طراحی و آماده شده‌است در مرحله طراحی استفاده از ماشین آلات اتوماتیک و نیمه اتوماتیک در تولید قطعات در مرحله تولید و روش‌های متعددی که در زمان اجرای سازه فضایی توسط نیروهای مجرب این شرکت بکار گرفته می‌شود.
- هزینه پایین در دهانه‌های بزرگ

ارزان‌تر بودن این سیستم در مقایسه با سایر سیستم‌های سازه‌ای به خصوص در سالن‌های با دهانه بالا این سیستم را تبدیل به تنها گزینه‌ای نموده که با توجه به سایر مزیت‌های آن دارای توجیه اقتصادی است.
- امکان بازکردن و بستن مجدد سازه

از آنجایی که رد طول عملیات نصب سازه هیچگونه عملیات جوشکاری صورت نمی‌گیرد و کلیه اتصالات در سازه اصلی و قطعات الحاقی به صورت پیچ و مهره‌ای صورت می‌گیرد لذا سازه اجرا شده این قابلیت را دارا است که به‌طور کامل مونتاژ گردد و در محل دیگر به همان شکل دیگری تنها با تغییرات اندکی در قطعات سازه‌ای نصب شود.
- تولید قطعات در کارخانه

ساخت و تولید قطعات سازه در کارخانه، کنترل کیفیت و دقت بسیار بالایی را موجب خواهد شد که این امر خود دقت و کیفیت بالا در کل سازه اجرا شده را به همراه خواهد داشت.
- تغییر در فضای ایجاد شده

به واسطه قابلیت خاصی که این سیستم سازه‌ای دارا است کاهش یا افزایش سطح سازه فضایی اجرا شده از هر طرف و به هر شکل تغییر محل تکیه گاه‌ها با حفظ سازه قبلی با رعایت نکات طراحی به راحتی امکان‌پذیر است که این مطلب امکان فوق‌العاده‌ای را در سالن‌های تجاری و صنعتی جهت طرح‌های توسعه ایجاد می‌نماید که از این نظر با هیچ نوع از سازه‌های دیگر قابل مقایسه نیست.
- ضریب ایمنی بالا

درجه نامعینی بالای این سیستم، پیچ و مهره‌ای بودن اتصالات و سهولت کنترل کیفیت قطعات و اتصالات و ساخت کارخانه‌ای قطعات به صورت پیش‌ساخته عواملی است که ضریب اطمینان و ایمنی سازه را به میزان قابل ملاحظه‌ای افزایش می‌دهد.
- ایجاد سقف افقی در فضایی داخلی

ایجاد سقف افقی در داخل سالن‌ها از دیگر مزیت این سیستم است که علاوه بر زیبایی نسبت به سیستم‌هایی نظیر سوله در مصرف انرژی جهت گرمایش و سرمایش فضای داخل حداکثر صرفه جویی را موجب می‌گردد.

## کاربرد
قاب‌های فضایی در ساختمان‌های مدرن کاربرد فراوانی دارند. این نوع از قاب‌ها بیشتر در سقف‌هایی با دهانه‌های بزرگ در ساختمان‌های مدرن تجاری و صنعتی دیده می‌شوند.
سیستم‌های سازه‌های فضاکار در سازه‌هایی که در آن‌ها احتیاج به پوشش دهانه‌های بزرگ و بدون ستون است از قبیل:
آشیانه هواپیماها، سالن‌های کارخانه‌ها، پوشش استادیوم‌های ورزشی، باشگاه‌های ورزشی، پارکینگ‌های طبقاتی، مراکز فرهنگی و تفریحی، تالارهای تجمع و سخنرانی، سالن اجتماعات، سینماها، آمفی تئاترها، مراکز خرید (بازارهای خرید)، ایستگاه‌های راه‌آهن، ترمینال‌ها و اهداف بسیار دیگر به کار می‌رود. سیستم‌های سازه‌های فضاکار در سازه‌هایی چون دکل‌های انتقال نیرو، برج‌های مخابراتی، برج‌های ذخیره آب، بشقاب‌های مخابراتی و رادیویی، نیز کاربرد دارند.

## انواع
سازه‌های فضاکار به سه روش دسته‌بندی می‌شوند:
- انواع سازه‌های فضاکار از لحاظ مصالح
- انواع سازه‌های فضاکار از لحاظ ساختار
- انواع سازه‌های فضاکار از لحاظ سیستم اتصال دهنده اعضا

## انواع اتصالات سازه فضایی
انواع اتصالات سیستم‌های سازه فضایی به ۴ روش انجام می‌شود:
اتصال سیستم مرو
مرو (MERO) از مجموعه گره‌های کروی توپر (KK) سیستم مرو که زیر مجموعه سیستم پیونده گوی سان (Nodular systems)می‌باشد، اولین بار توسط شرکت مرو آلمان در سال ۱۹۴۲ طراحی و به صورت تجاری عرضه شده‌است. این سیستم شامل کره فولادی از جنس CK45 است که نقش اصلی آن در سازه‌های فضاکار، به هم پیوستن اعضا و انتقال بین اعضا متصل شونده به آن پیونده (گوی) می‌باشد.
اتصال سیستم کاتروس
(CATRUS) سیستم کاتروس سیستم کاتروس یکی از انواع سازه‌های فضایی است که از مجموعه گره‌های تک پیچ و مهره ای می‌باشد اولین بار در اسکاتلند ابداع گردید. درسیستم کاتروس همه اعضا از لوله یا پروفیل تشکیل شده و معمولاً برای دهانه‌های بین ۵ تا ۱۲ متر استفاده می‌شود در این سیستم به اعضا اتصالی کمتری در مقایسه با سیستم مرو نیاز است به همین لحاظ در شرایط مشابه از قیمت مناسب تر در مقایسه با سایر سیستم‌ها برخوردار است.
اتصال سیستم یونی بت
سیستم یونی بت(UNIBAT) از مجموعه اتصالات منشوری (هرمی – تک واحدی) سیستم یونی بت که برای اولین بار در انگلستان ابداع شده از واحدهای هرمی تکرار شونده تشکیل شده بطوریکه این هرم‌های معکوس با قاب‌های صلب مدول‌های استاندارد، سیستم یونی بت را در لایه فوقانی و میانی تشکیل داده و در گوشه‌ها با استفاده از پیچ‌های فولادی با مقاومت کششی بالا به یکدیگر متصل می‌شوند.
اتصال سیستم تریودتیک
سیستم تریودتیک (Triodetic) در سال ۱۹۵۳ توسط شرکت کانادایی توسعه داده شد. این سیستم در اصل از قطعات آلومینیوم ساخته شده‌است و در سال ۱۹۶۶ اعضای فولادی نیز شامل شد. اجزا آن از اتصالات شکاف، اعضای لوله، نگهدارنده واشر و پیچ و مهره تشکیل یافته‌است. اتصال با شکاف‌های شبکه به عنوان یک بیرون آمدگی آلومینیومی تولید شده‌است.

## سازه‌های فضاکار از لحاظ ساختار
شبکه‌های دو لایه

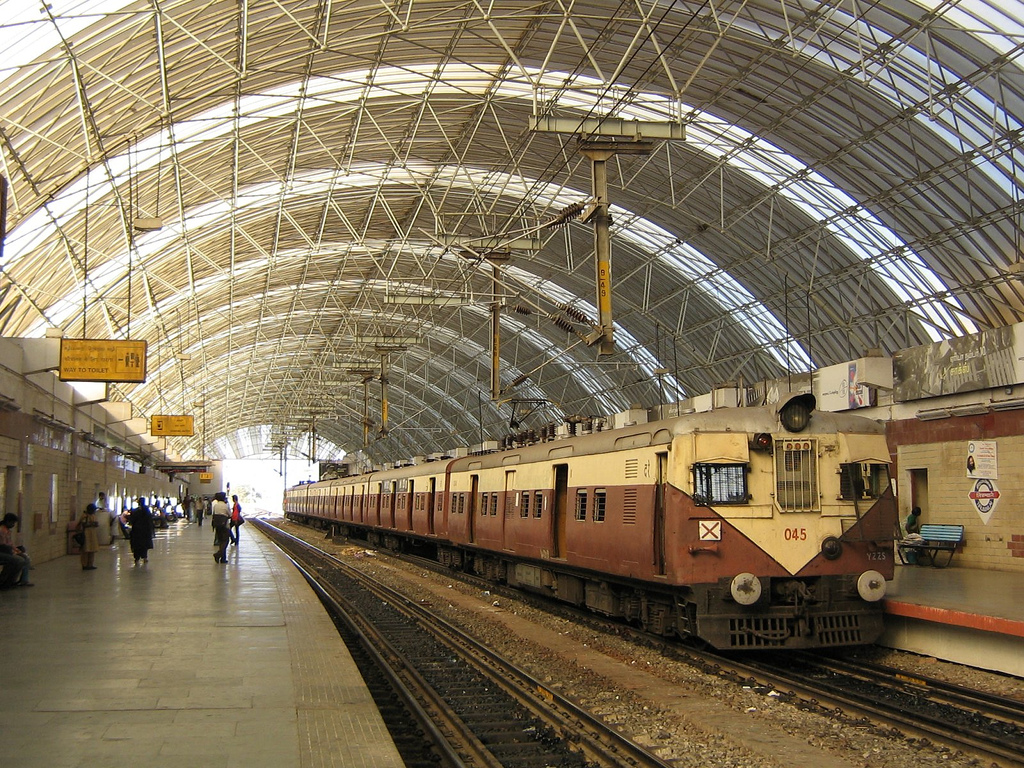
سازه فضا کار یک ایستگاه قطار

شبکه‌های دو لایه یکی از مهم‌ترین و متداول‌ترین انواع سازه‌های فضاکار به شمارمی روند. این نوع سازها از دو صفحه عناصر که این دو صفحه که با یکدیگر موازی و توسط عناصر میانی به یکدیگر متصل اند تشکیل شده‌است.
شبکه‌های سه لایه
شبکه‌های سه لایه از دو صفحه بالا و پایین و یک صفحه میانی تشکیل شده‌اند که هر یک از صفحات بالا و پایین توسط اعضای میانی به صفحه میانی متصلند. این شبکه‌ها در مواقعی به کار می‌روند که سازه دارای دهانه خیلی بزرگی باشد و ارتفاع شبکه دو لایه جوابگوی قیود آن نباشد.
به عنوان مثال:ایستگاه راه‌آهن جمهوری اسلامی ایران - تهران، نماز جمعه تهران – دانشگاه تهران
سازه‌های چلیکی
اگر شبکه‌ای در یک جهت دارای انحناء باشد سازه‌های چلیکی نامیده می‌شود. این بیشتر برای پوشش سطوح مستطیلی شکل بکاربرده می‌شوند.
سازه‌های گنبدی
در صورتی که شبکه‌ای در دو جهت دارای انحناء باشد، سازه گنبدی نامیده می‌شود. در ساخت گنبدها سعی بر آن است که اعضا دارای یک اندازه باشد اما به هر حال تعداد انواع اعضا زیاد خواهد بود. برای ایجاد ساختار گنبدی کافی است یک شبکه را (به هر شکل دلخواه) روی یک کره تصویر نمود.
سازه‌های تاشو
این نوع سازه‌ها مثل چتر قابلیت جمع شدن و انتقال دارند و کاربرد عمده آن‌ها در مکان‌هایی است که به دلیل محدودیت‌های جوی، مکانی، زمانی و مصالح، ساخت دیگر سازه‌ها امکانپذیر نباشد. سازه‌های تاشو بیشتر برای اماکن موقت مانند سیرکها، نمایشگاه‌ها و مناطق سیل و زلزله زده بکار می‌رود.
سازه‌های بادشو
سازه‌هایی هستند که از مواد مخصوص لاستیکی یا پلاستیکی ساخته می‌شوند و در مواقع استفاده با پمپ باد می‌شوند.
سازه‌های ماهواره‌ایی
سازه‌هایی هستند که به صورت خرپاهای فضایی در ارتفاع ساخته می‌شوند و کاربرد آن‌ها درسازه‌های ماهواره‌ای، خطوط انتقال نیرو و برج‌های مخابراتی است.
سازه‌های پل‌های فضاکار
پل‌هایی هستند که از خر پاهای مرکب فضایی ساخته می‌شوند. این نوع پل‌ها برای دهانه‌های بزرگ بعد از پل‌های کابلی در درجه اهمیت‌اند.

## سازه‌های فضاکار از لحاظ مصالح
سازه‌های فضاکار فولادی
فولاد پر کاربردترین ماده در ساخت سازه‌های فضاکار به‌شمار می‌رود. شاید مهم‌ترین علت آن سختی و جوش‌پذیری بالای آن باشد. یکی دیگر از ویژگی‌های مفید فولاد، تنوع پروفیل‌های فولادی و انبوه بودن در اکثر نقاط دنیا به‌خصوص در کشورهای صنعتی است.
سازه‌های فضاکار آلومینیومی
یکی از مصالحی که اکنون مورد توجه قرار گرفته‌است، آلومینیوم است. از مزیتهای بارز آلومینیوم می‌توان به سبک بودن آن اشاره نمود.
بطوری‌که وزن آلومینیوم در حدود ۳/۱ وزن فولاد است. همچنین مقاومت خوردگی بیشتری نسبت به فولاد دارد. در نهایت آلومینیوم هنوز گرانتر از فولاد است.
سازه‌های فضاکار چوبی
چوب به عنوان یک ماده اولیه در قرون وسطی جهت پوشش سقف بکار می‌رفت.
استفاده از چوب‌های ورقه‌ای جهت ساخت این سازه‌ها، یک روش اقتصادی فراروی ساخت این سازه‌ها قرار داد. گنبدهای چوبی در پوشش سالن‌های مدارس و سالن‌های ورزشی بسیار متداول است.

## اجزای تشکیل دهنده
گره‌ها (پیونده‌ها)
شاید می‌توان گفت که مهم‌ترین قسمت در سازه‌های متداول اتصالات و جزئیات مربوط به آن‌ها است.
پیونده مرو با قابلیت ۱۸ اتصال
اعضاء
بدنه اصلی یک سازه فضاکار را اعضای آن سازه تشکیل می‌دهند. این اعضا در سازه‌های فضاکار، پروفیلهایی در اندازه و مقاطع مختلف می‌باشند. عمده‌ترین مقاطع بکار رفته در سازه‌های فضاکار مقطع دایره‌ای، به صورت توپر یا تو خا لی و مقاطع نبشی یا قوطی است.
تکیه گاه‌ها
شکل و موقعیت تکیه گاه‌ها در سازه‌های فضاکار، تأثیر زیادی بر نحوه توزیع نیروها در اعضای مجاور و تمرکز نیرو در آن‌ها دارد. این بدان علت است که تعداد تکیه گاه‌ها در این سیستم‌ها نسبت به سطح پوششی بسیار کم است و کل نیروهای قائم توسط این تعداد اندک تکیه گا ه‌ها به پی منتقل می‌گردد. در اغلب موارد اعضای مجاور تکیه گاه را پروفیل‌های تو پر و سنگین تشکیل می‌دهند.

## روش‌های طراحی

در صورتی که بار به گره آبی رنگ اعمال شده و عضو سرخ رنگ وجود نداشت، آنگاه رفتار سازه کاملاً به سختی خمشی گره آبی بستگی داشت. اما اگر عضو قرمز رنگ را در نظر گرفته و از سختی خمشی گره آبی و سختی عضو قرمز صرف نظر کنیم، در این حال، می‌توان این سیستم را با استفاده از ماتریس سختی و بدون درنظر گرفتن تغییرات زاویه‌ای محاسبه کرد.

قاب‌های فضایی معمولاً با استفاده از ماتریس سختی، طراحی می‌شوند. ویژگی ماتریس سختی، مستقل بودن آن نسبت به تغییرات زاویه‌ای است. اگر مفصل‌ها به حد کافی محکم و سخت باشند، برای سادگی در محاسبات، می‌توان از تغییرات زاویه‌ای صرف نظر کرد. بسیاری از شرکت‌ها به صورت تخصصی به طراحی و اجرای این سازه در پروژه‌های بزرگ پرداخته‌اند. در زیر مراحل اجرای این پروژه‌ها آمده‌است.

## مراحل اجرای پروژه‌ها
1. طراحی: (مدل‌سازی در Formian و انتقال و ادیت نقشه در AutoCad)
2. محاسبات: (توسط نرم‌افزار 89 Sap-AISC ASD)
3. تولید هموندها
4. رنگ‌آمیزی هموندها
5. ستون گذاری
6. بافت سازه فضاکار
7. نصب سازه فضاکار
8. نصب پوشانه

## روش‌های نصب
- گسترش و تثبیت تمامی اعضای سازه به صورت یکجا، سپس نصب آن محل دائمی.
- گسترش و تثبیت تمامی اعضای سازه در بخش‌های کوچک بر روی زمین سپس بالا بردن آن‌ها تا موقعیت نهایی و نصب روی تکیه‌گاه دائمی.
- گسترش و تثبیت اعضای سازه قطعات بزرگتر روی زمین سپس بالا بردن و نصب آن‌ها در هوا به قسمت‌هایی از سازه که قبلاً نصب شده‌اند.
- گسترش و تثبیت اعضای سازه به صورت یکجا بر روی زمین سپس بالا بردن و نصب آن در محل دائمی.

از روش‌های یاد شده روش اول به دلیل وزن سازه و دشواری عملیات نصب اجزا در ارتفاع بلند کمترین کاربرد را در میان سایرین ارد.

### مدل‌سازی سازه
امروزه در کشورهای صنعتی و پیشرفته با تعریف کاتالوگ محصولات از فولاد و بتن تا سنگ نما در نرم‌افزارهای مدل‌سازی اطلاعات ساختمان BIM سازنده، طراح و مالک به سادگی در مراحل ابتدایی با انتخاب محصول مشخص شده و جایگذاری آن در مدل با خصوصیات و رفتار ناشی از قرارگیری هر المان در ساختمان آشنا شده و می‌تواند به صرفه‌ترین انتخاب از لحاظ اقتصادی، انرژی و مقاومت را انجام دهد.
از نرم افزار هایی همچون فتوشاپ، اتودسک تری‌دی‌اس مکس و AutoCAD نیز برای طراحی سازه های فضایی استفاده می شود.